# 武井秀哲
武井 秀哲（たけい ひでのり、1973年4月8日 - ）は、日本の俳優。フリー。身長172cm。体重58kg。
東京都出身。以前は劇団ふるさときゃらばん、ネオ・エージェンシーに所属していた。

## 出演

### テレビドラマ
- アイシテル〜海容〜（坂井）
- 相棒 Season6 第11、12話（2008年） - 市川隆夫
- あしたの、喜多善男〜世界一不運な男の、奇跡の11日間〜』（情報番組の進行役）
- アタシんちの男子（五十嵐組組員）
- アンフェア
- 生きる
- 一番大切な人は誰ですか?
- 遺品の声を聴く男2（安藤陽司）
- 隠蔽捜査
- ウルトラマンコスモス 第45話（2002年） - 統合防衛軍隊員 役
- オー!マイ・ガール!!
- オトコマエ!
- 御宿かわせみ〜第三章〜（辰）
- 仮面ライダー555 第42話（2003年） - 刑事
- 気象予報士・大沢富士子の事件ファイル
- 嫌われ松子の一生
- ギルティ 悪魔と契約した女
- 喰いタン1
- 刑事☆イチロー
- 恋する日曜日 ニュータイプ
- 恋ノチカラ
- ごくせん1
- 今週、妻が浮気します
- サラリーマン金太郎3
- シバトラ〜さらば、童顔刑事スペシャル〜
- 下北GLORY DAYS
- 獣医ドリトル
- JIN-仁- 完結編
- 人生はフルコース
- スイッチを押すとき
- スワンの馬鹿! 〜こづかい3万円の恋〜
- 税務調査官・窓際太郎の事件簿13
- セレブと貧乏太郎（芸能リポーター）
- 平清盛
- ダブルスコア
- 魂萌え!（辰夫）
- だめんず・うぉ〜か〜
- チーム・バチスタの栄光
- ディビジョン ステージ4『ハングリーキッド』（久保）
- 毒姫とわたし
- 特急田中3号
- 動物のお医者さん
- 泣かないと決めた日
- 熱血かあさん事件簿2
- ハマの静香は事件がお好き4
- PS -羅生門- 警視庁東都署
- 緋の十字架
- Beautiful Love 〜君がいれば〜
- 富豪刑事1
- プライド（斉藤竜二）
- ブランド刑事2
- 弁護士高見沢響子7・10（チンピラほか）
- ホットマン2（大河内）
- マッスルガール!（レフェリー）
- リセット（北町）
- 霊感バスガイド事件簿
- わが家の歴史

### テレビ番組
- ダウンタウンのガキの使いやあらへんで!!（2002年、日本テレビ） - チンピラ

### 映画・Vシネマ
- アウトレイジ ビヨンド
- 悪人
- 姐御 ANEGO（磯島組組員）
- LB熊本刑務所 侠牙
- 歌舞伎町案内人
- 仮面学園
- 木更津キャッツアイ 日本シリーズ（ジョージの手下）
- 凶気の桜
- 侠道1〜4
- 鯨道7〜10
- ゴースト もういちど抱きしめたい
- 極道の地獄
- 魁!!クロマティ高校
- 座頭市（船八一家の乾分）
- Samourais
- 実録・日本やくざ烈伝 義戦
- 修羅がゆく12・13
- スクラップ・ヘブン
- TAKESHI'S
- ドッグ・ファイト
- 任侠ヘルパー
- NIN×NIN 忍者ハットリくん THE MOVIE（劇中ロケスタント）
- やくざの詩 OKITE 掟（大野組組員）
- 容疑者 室井慎次

### 舞台
- 傷男
- 桜吹雪 日本の心中〜ゲゲとゆう
- わたしのすべてを

### CM
- アサンテ
- Xperia acro HD
- カラオケUGA
- クリスタル
- 爽健美茶
- ダイドーブレンドコーヒー
- チューリッヒ保険
- ディー・エヌ・エー
- パチスロ・一撃帝王
- ヤマハ大人の音楽レッスン ※ラジオCM
- ユーキャン

### VP
- 厚生労働省
- サンクス
- JA
- JAS
- 四国電力

### PV
- マライア・キャリー

### スチール
- トヨタレンタカー
- 龍が如く

### イベント
- Blue×3アクションライブ
- ヘアコンテスト関東予選大会

## 司会
- 東京ガス
- 夢テクノロジー